# Villabuena de Álava
Villabuena de Álava (cooficialmente en euskera: Eskuernaga) es un municipio español de la provincia de Álava, en la comunidad autónoma del País Vasco. Cuenta con una extensión de 8,48 km² y una población de 306 habitantes (2015). Se sitúa en la parte sur de Álava dentro de la comarca vitivinícola de la Rioja Alavesa. Lo compone un único núcleo de población que se extiende a ambos lados del arroyo Herrera, afluente del Ebro, en un hondo valle. El resto del municipio está formado por paisajes abiertos y superficies suaves.
El municipio limita al norte y al oeste con Samaniego, al norte y al este con Leza, al oeste con Navaridas y al sur con Elciego y Baños de Ebro.
La capital de la comarca, Laguardia, está 8 km en dirección noreste. La capital provincial, Vitoria se sitúa a 42 km. La ciudad de Logroño, capital de La Rioja está a solo 24 km.
Los pueblos más cercanos son Samaniego y Baños de Ebro, que están a 3 km.

## Historia
Antiguamente era una aldea de Laguardia llamada Villaescuerna. En 1661 obtuvo el título de villa, momento que aprovechó además para cambiar su nombre, que resultaba al parecer malsonante, por el de Villabuena de Álava.
Cuando el ayuntamiento quiso adoptar una denominación bilingüe para el municipio se produjo cierta controversia, ya que no existía una forma tradicional del nombre en euskera. Se barajó la posibilidad de llamar a la población Uriona, que es la traducción literal de Villabuena al dialecto occidental del euskera. Otros propusieron utilizar el nombre antiguo de la población, Villaescuerna, que fue adaptado de una forma vasquizada dando origen a Eskuernaga, nombre que finalmente aprobó el ayuntamiento. Su denominación oficial actual bilingüe fue adoptada por resolución del 20-11-1996 (Boletín Oficial del País Vasco 04-12-1996 y Boletín Oficial del Estado 12-02-1997). Sin embargo, la Real Academia de la Lengua Vasca no reconoce este nombre como correcto.

## Demografía
Villabuena de Álava cuenta con una población de 290 habitantes (INE 2024).
| Gráfica de evolución demográfica de Villabuena de Álava entre 1842 y 2021 |
| |
| Población de derecho según los censos de población del INE Población de hecho según los censos de población del INEEn estos censos se denominaba Villabuena: 1842, 1857, 1860, 1877, 1887, 1897, 1900 y 1910 En estos censos se denominaba Villabuena de Alava: 1920, 1930, 1940, 1950, 1960, 1970, 1981 y 1991 |

## Economía
Villabuena de Álava es un municipio que vive básicamente del monocultivo de la vid y de la elaboración del vino de Rioja. Para entender la importancia de la industria vitivinícola hay que pensar que en el pueblo hay censadas actualmente 43 bodegas. (1 bodega por cada 7,4 habitantes). La mayor parte de las bodegas son de pequeños productores cosecheros, que cultivan la vid y fabrican su propio vino, sin embargo unas cuantas bodegas tienen una producción más considerable. Entre ellas la más prestigiosa de la localidad es posiblemente Luis Cañas.
La población de Villabuena ha sufrido una evolución oscilante a lo largo del siglo XX. En 1900 tenía 475 habitantes y desde hace unos 20 años ronda entre los 300 y 350 habitantes.
La lengua de uso habitual en el municipio es el castellano.

## Administración y política

### Gobierno municipal
| Partido político                                              | 2015  | 2015       | 2011  | 2011       | 2007  | 2007       | 2003        | 2003        | 1999    | 1999       | 1995  | 1995       | 1991  | 1991       |
| Partido político                                              | %     | Concejales | %     | Concejales | %     | Concejales | %           | Concejales  | %       | Concejales | %     | Concejales | %     | Concejales |
| Euzko Alderdi Jeltzalea-Partido Nacionalista Vasco (EAJ-PNV)  | 54,46 | 4          | 46,25 | 4          | 75,50 | 6          | 59,62       | 5           | 54,39   | 5          | 50,40 | 4          | 53,88 | 5          |
| Euskal Herria Bildu (EH Bildu)-Bildu                          | 43,75 | 3          | 40,42 | 3          | —     | —          | —           | —           | —       | —          | —     | —          | —     | —          |
| Partido Popular del País Vasco (PP)                           | 1,34  | 0          | 3,75  | 0          | 10,00 | 0          | 22,60       | 1           | 8,79    | 0          | 0,00  | 0          | —     | —          |
| Partido Socialista de Euskadi-Euskadiko Ezkerra (PSE-EE PSOE) | —     | —          | 7,50  | 0          | 13,50 | 1          | 15,38       | 1           | 15,06   | 1          | —     | —          | —     | —          |
| Unidad Alavesa (UA)                                           | —     | —          | —     | —          | —     | —          | 0,00        | 0           | —       | —          | 5,16  | 0          | —     | —          |
| Euskal Herritarrok (EH)-Herri Batasuna (HB)                   | —     | —          | —     | —          | —     | —          | Ilegalizado | Ilegalizado | 20,50   | 1          | 20,63 | 2          | 19,59 | 1          |
| Eusko Alkartasuna (EA)                                        | —     | —          | —     | —          | —     | —          | Con PNV     | Con PNV     | Con PNV | Con PNV    | 19,84 | 1          | 21,22 | 1          |

#### Evolución de la deuda viva municipal
El concepto de deuda viva contempla sólo las deudas con cajas y bancos relativas a créditos financieros, valores de renta fija y préstamos o créditos transferidos a terceros, excluyéndose, por tanto, la deuda comercial. La deuda viva municipal por habitante en 2014 ascendía a 250,00 €.
| Gráfica de evolución de la deuda viva del Ayuntamiento entre 2008 y 2023                                      |
| |
| Deuda viva del Ayuntamiento de Villabuena de Álava, en miles de euros, según datos del Ministerio de Hacienda |

## Cultura

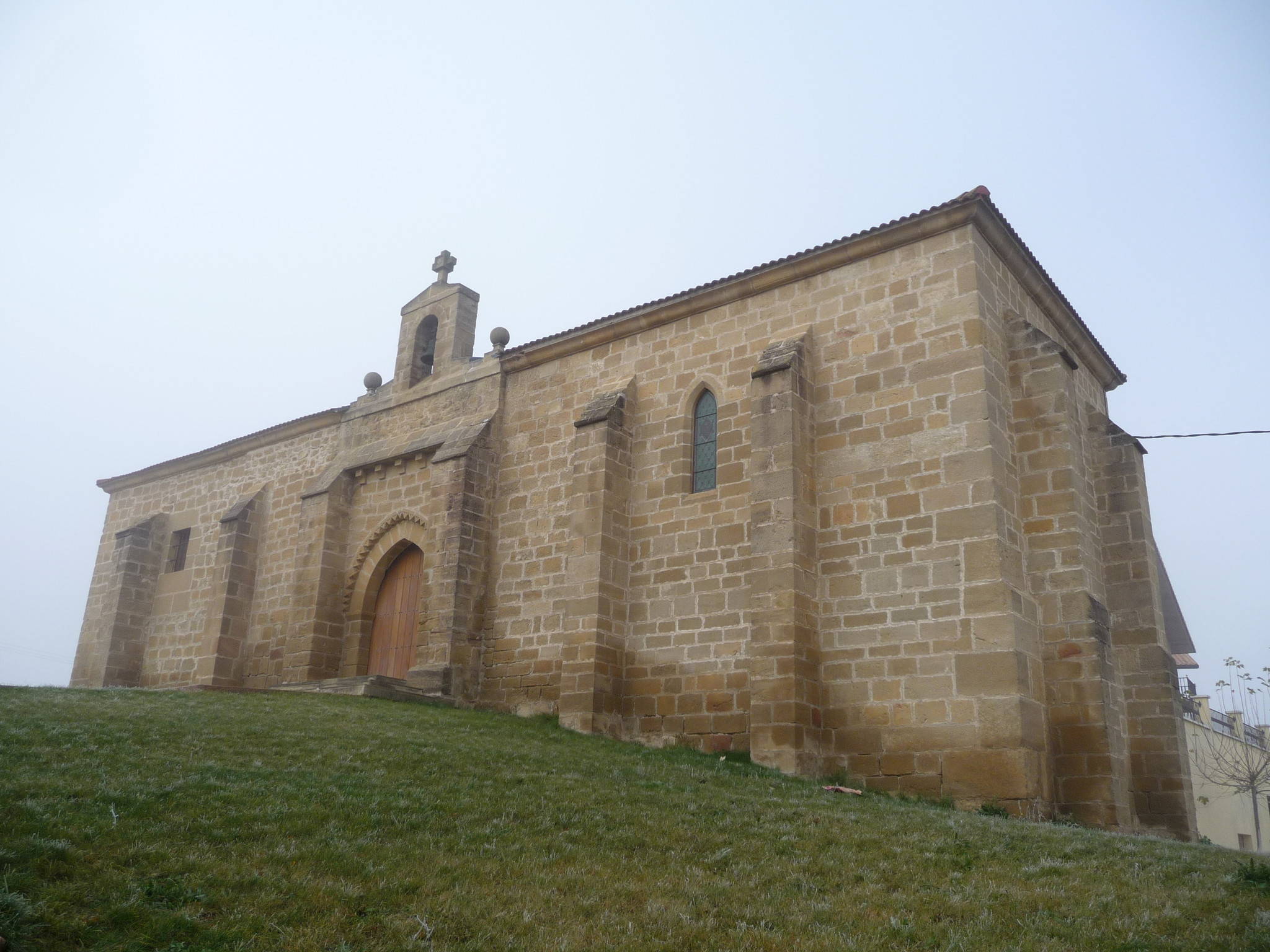
Ermita de San Torcuato y Santa María

### Patrimonio
- El núcleo urbano de Villabuena está plagado de casas señoriales de estilo renacentista y barroco. Destacan la Casa del Indiano del siglo XVIII de estilo barroco y la del marqués de Solana.
- La iglesia de San Andrés fue construida entre 1538 y 1728, por lo que conviven en ella varios estilos que van del gótico tardío al barroco.
- La Ermita de San Torcuato y Santa María, también destaca por la coexistencia de varios estilos arquitectónicos.

### Fiestas y tradiciones
- Las fiestas patronales se celebran el 15 de mayo dedicadas a San Torcuato. El origen de estas fiestas se encuentra en 1657.
- También se celebra el 30 de noviembre la fiesta de San Andrés, al que está dedicada la iglesia parroquial.